# White City-Qu'appelle (circonscription saskatchewanaise)
Pour les articles homonymes, voir White City et Qu'Appelle.
Circonscription électorale provinciale du Canada
White City-Qu'appelle est une circonscription provinciale de la Saskatchewan représentée à l'Assemblée législative de la Saskatchewan depuis 2024.

## Géographie
En 2024, la circonscription comprend :
- Les communautés de White City, Qu'Appelle, Fort Qu'Appelle, Balgonie, Edenwold, Richardson, Emerald Park (en), Jameson, Pilot Butte, Crawford Estates (en), Avonhurst (en), McLean (en), Edgeley (en) et Taylor Beach (en), Katepwa (en).
- Les municipalités rurales de South Qu'Appelle No 157 (en), Edenwold No 158 (en), Sherwood No 159 (en) et Abernethy No 186 (en) (partie), North Qu'Appelle No 187 (en) et Lumsden No 189 (en).
- Les communautés Premières Nations de Piapot 75 (en), Muscowpetung 80 (en) et Pasqua 79 (en).

## Liste des députés
| Législature                                                                                   | Années                                                                                        | Député                                                                                        | Député                                                                                        | Parti                                                                                         |
| White City-Qu'appelle Circonscription issue de Regina Wascana Plains et Indian Head-Milestone | White City-Qu'appelle Circonscription issue de Regina Wascana Plains et Indian Head-Milestone | White City-Qu'appelle Circonscription issue de Regina Wascana Plains et Indian Head-Milestone | White City-Qu'appelle Circonscription issue de Regina Wascana Plains et Indian Head-Milestone | White City-Qu'appelle Circonscription issue de Regina Wascana Plains et Indian Head-Milestone |
| --------------------------------------------------------------------------------------------- | --------------------------------------------------------------------------------------------- | --------------------------------------------------------------------------------------------- | --------------------------------------------------------------------------------------------- | --------------------------------------------------------------------------------------------- |
| 30e                                                                                           | 2024–en cours                                                                                 |                                                                                               | Brad Crassweller (en)                                                                         | Saskatchewanais                                                                               |